# Целогина Лоуренса
Целогина Лоуренса  (лат. Coelogyne lawrenceana Rolfe) — вид травянистых растений семейства Орхидные.
Эта изящная орхидея была найдена в 1905 году английским путешественником У. Миколитцем в Северной Индии и в том же году была показана на цветочной выставке в Лондоне, где завоевала почётный приз.
Подобно другим видам этого рода, целогина Лоуренса — эпифит, растущий в природе на коре деревьев и в развилках ветвей. Ребристые бульбы, одиночные или скученные на коротком толстом корневище, несут на конце по два листа, между которыми появляется крупный, до 15 см в диаметре, цветок. Основу его составляют относительно узкие жёлтые чашелистики и лепестки венчика. Отогнутая книзу трёхлопастная губа разноцветная: по белому фону крупной нижней лопасти идёт широкая красно-жёлтая полоса, на которой, подобно острым зубам некоего сказочного чудовища, в несколько рядов расположены ярко-красные выросты.